# Zambezi (fluviu)
Zambezi este fluviul al patrulea ca lungime din Africa și cel mai mare fluviu care se varsă în Oceanul Indian. Bazinul său hidrologic cuprinde o suprafață de 1.332.574 km² ceea ce ar fi ca, jumătatea bazinului de colectare al Nilului. Fluviul izvorăște din bazinul Congo situat în Zambia la granița cu Republica Democrată Congo și Angola (2.574 km). Curge prin Angola, Zambia, Botswana, Zimbabwe și Mozambic unde se varsă în Oceanul Indian. Face graniță naturală între Namibia și Zambia ca și între Zambia și Zimbabwe, în dreptul orașului Livingstone formează cea mai mare cădere de apă din Africa, Cascada Victoria (110 m) alimentând lacurile de acumulare Kariba și Cabora-Bassa. Zambezi devine navigabil după orașul Tete din Mozambic, în apele sale se poate întâlni și azi hipopotamul.